# Episodi di In due s'indaga meglio
La trasmissione televisiva della serie, iniziata il 26 dicembre 1984 in prima serata su Rai 2, non ha completamente mantenuto l'ordine cronologico degli episodi. Successivamente alla messa in onda televisiva, la serie è stata pubblicata in VHS su etichetta DB Video, alterando alcuni dei titoli degli episodi. Nel 2008, con la pubblicazione in DVD da parte di Malavasi Editore, sono stati ripristinati i titoli televisivi. 

## Pilota (1983)
| Titolo originale     | Titolo italiano    | Prima TV UK    | Prima TV Italia  |
| -------------------- | ------------------ | -------------- | ---------------- |
| The Secret Adversary | Avversario segreto | 9 ottobre 1983 | 26 dicembre 1984 |

## Prima stagione (1983-1984)
| Titolo originale             | Titolo italiano (TV & DVD)    | Titolo italiano (VHS)         | Prima TV UK      | Prima TV Italia |
| ---------------------------- | ----------------------------- | ----------------------------- | ---------------- | --------------- |
| The Affair of the Pink Pearl | La perla rosa                 | Il caso della perla rosa      | 16 ottobre 1983  | 2 gennaio 1985  |
| The House of Lurking Death   | La morte è di casa            | La morte in casa              | 23 ottobre 1983  | 16 gennaio 1985 |
| The Sunningdale Mystery      | Il mistero del campo di golf  | Il mistero di Sunningdale     | 30 ottobre 1983  |                 |
| The Clergyman's Daughter     | La casa rossa                 | Fantasmi in affitto           | 6 novembre 1983  | 23 gennaio 1985 |
| Finessing the King           | Il signore vestito di carta   | Chiudere con il Re            | 27 novembre 1983 | 30 gennaio 1985 |
| The Ambassador's Boots       | Gli stivali dell'ambasciatore | Gli stivali dell'ambasciatore | 4 dicembre 1983  | 18 ottobre 1985 |
| The Man in the Mist          | L'uomo nella nebbia           | L'uomo nella nebbia           | 11 dicembre 1983 | 25 ottobre 1985 |
| The Unbreakable Alibi        | L'alibi perfetto              | L'alibi perfetto              | 18 dicembre 1983 | 9 gennaio 1985  |
| The Case of the Missing Lady | L'introvabile signora Gordon  | L'introvabile signora Gordon  | 1º gennaio 1984  |                 |
| The Crackler                 | I fringuelli                  | Un falso di classe            | 14 gennaio 1984  |                 |